# Euproctis acmaea
Euproctis acmaea är en fjärilsart som beskrevs av Collenette 1947. Euproctis acmaea ingår i släktet Euproctis och familjen tofsspinnare. Inga underarter finns listade i Catalogue of Life.